# Ilumetsa
Koordinaten: 57° 57′ 36,2″ N, 27° 24′ 10,4″ O

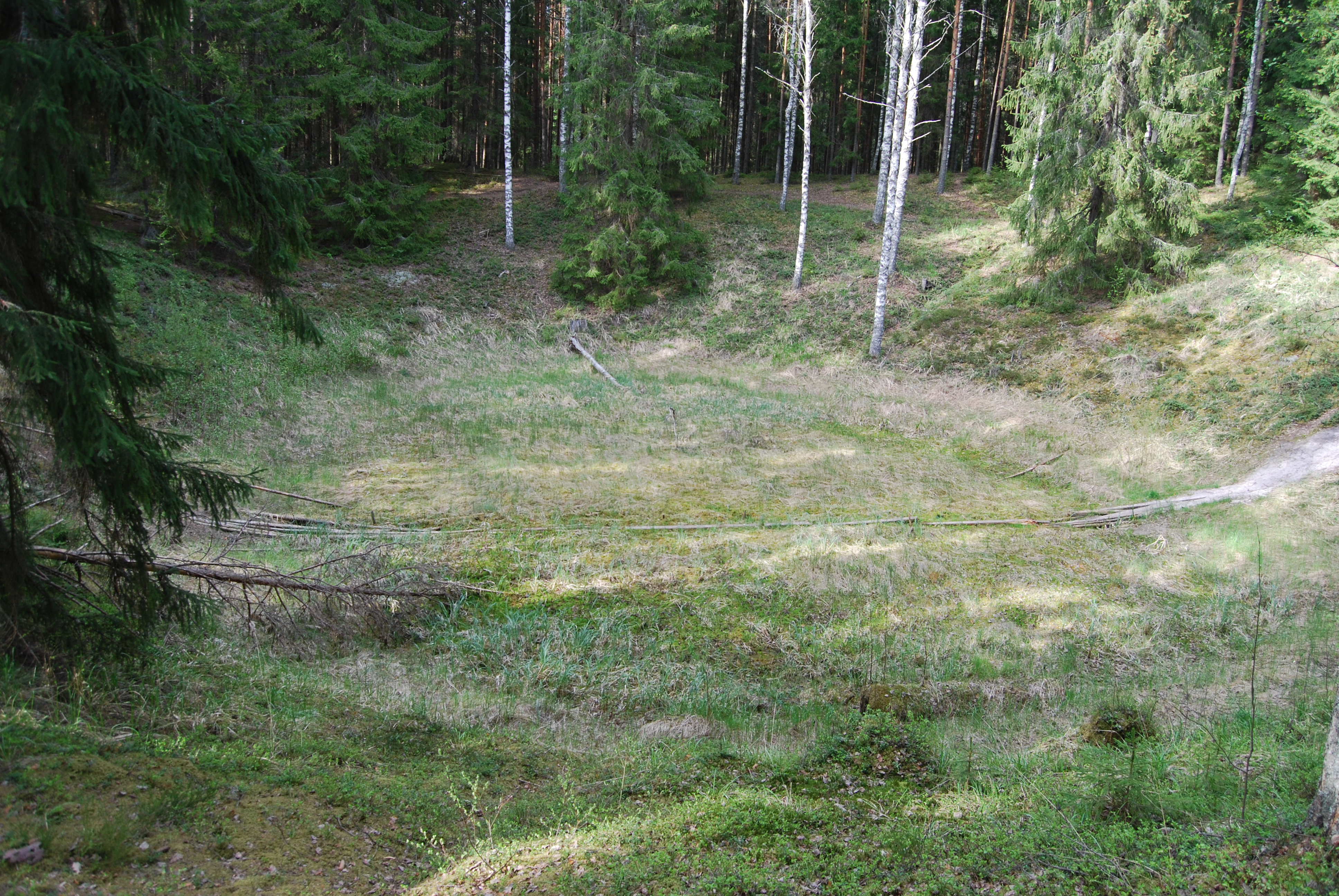
Ilumetsa-Krater

Ilumetsa ist eine Ansammlung von durch einen Meteoriteneinschlag entstandenen, sichtbaren Impaktkratern in Estland. Die Stelle wurde 1938 geologisch entdeckt. Sie ist einer von sechs nachgewiesenen Meteoriteneinschlagsorten in Estland.
Es handelt sich um mindestens fünf Krater. Die drei größeren tragen die Namen Põrguhaud („Höllengrab“), Sügavhaud („Tiefes Grab“) und Kuradihaud („Teufelsgrab“).
Das Alter der Krater wird auf etwa 6.600 Jahre geschätzt (Holozän), der Durchmesser des Põrguhaud beträgt etwa 80 Meter.
Die Krater befinden sich auf dem Gebiet der südestnischen Landgemeinde Võru im Kreis Võru nahe der gleichnamigen Haltestelle der Bahnlinie von Tartu nach Orava.